# Eleccions municipals de 2007 a Tortosa
Les eleccions municipals de 2007 a Tortosa van ser unes eleccions locals que es van celebrar el diumenge 27 de maig de 2007 a Tortosa, al Baix Ebre, com a part de les eleccions municipals espanyoles. Es van triar els 21 regidors de l'Ajuntament de Tortosa.

## Sistema electoral
Les eleccions als ajuntaments de l'Estat espanyol estan fixades per celebrar-se el quart diumenge de maig cada quatre anys. El sistema electoral fa servir la regla D'Hondt amb representació proporcional, llistes tancades i una barrera electoral del 5% dels vots vàlids, que inclou els vots en blanc. La votació per a l'assemblea local es basa en el sufragi universal.
En les eleccions municipals, la circumscripció electoral és el municipi i el nombre d'escons (o sigui, regidors) a triar del municipi es determina en funció del nombre d'habitants censats en aquest municipi. En el cas de Tortosa, en tenir 24.717 persones censades, l'hi correspon 21 regidors.

## Candidatures
L'1 de maig del mateix any, la Junta Electoral de Zona de Tortosa va proclamar vuit candidatures del municipi de Tortosa en el Butlletí Oficial de la Província de Tarragona.
| Partit polític | Partit polític                                                              | Cap de llista | Llista de candidats |
| -------------- | --------------------------------------------------------------------------- | ------------- | ------------------- |
|                | Convergència i Unió (CiU)                                                   |               | Llista              |
|                | Partit dels Socialistes de Catalunya (PSC-PM)                               |               | Llista              |
|                | Esquerra Republicana de Catalunya-Acord Municipal (ERC-AM)                  |               | Llista              |
|                | Iniciativa per Catalunya Verds - Esquerra Unida i Alternativa (ICVEUiA-EPM) |               | Llista              |
|                | Partit Popular Català (PP)                                                  |               | Llista              |
|                | Federació d'Independents de Catalunya (FIC)                                 |               | Llista              |
|                | Partit Republicà Català (RC)                                                |               | Llista              |
|                | Ciutadans-Partido de la Ciudadanía (Cs)                                     |               | Llista              |

## Jornada electoral

### Constitució de les meses
En aquell moment, Tortosa tenia una població de 34.266 habitants, dels quals 24.717 persones van ser cridades a votar en alguna de les 45 meses que es van constituir al municipi.

### Participació
La participació en aquestes eleccions va ser de 58,2%, el qual cosa implica que un total de 14.373 ciutadans del municipi van decidir exercir el seu dret a vot. Comparant aquesta participació amb la mitjana catalana, Tortosa va registrar una xifra més alta, situant-se en 4,3 punts percentuals per sobre.
A continuació, es presenta una taula amb els percentatges de participació registrats a diferents hores del dia de les eleccions:
| Hores              | Tortosa        |
| ------------------ | -------------- |
| Participació (14h) | 32,0% ( -3,6%) |
| Participació (18h) | 44,1% ( -6,1%) |
| Participació (20h) | 58,2% ( -6,5%) |